# Cueva del Arco
Cueva del Arco är en ort i Mexiko.   Den ligger i kommunen Bella Vista och delstaten Chiapas, i den sydöstra delen av landet, 900 km sydost om huvudstaden Mexico City. Cueva del Arco ligger 999 meter över havet och antalet invånare är 139.
Terrängen runt Cueva del Arco är kuperad åt nordost, men åt sydväst är den bergig. Runt Cueva del Arco är det ganska tätbefolkat, med 80 invånare per kvadratkilometer. Närmaste större samhälle är Frontera Comalapa, 5,1 km nordost om Cueva del Arco. I omgivningarna runt Cueva del Arco växer huvudsakligen savannskog.